# UFC Fight Night: Namajunas vs. VanZant
UFC Fight Night: Namajunas vs. VanZant（ユーエフシー・ファイトナイト：ナマユナス・バーサス・ヴァンザント、別名UFC Fight Night 80）は、アメリカ合衆国の総合格闘技団体「UFC」の大会の一つ。2015年12月10日、ネバダ州ラスベガスのザ・コスモポリタンで開催された。

## 大会概要
本大会ではローズ・ナマユナスとペイジ・ヴァンザントによる女子ストロー級ワンマッチが組まれた。

### カード変更
負傷などによるカードの変更は以下の通り。
- マイケル・グレイブス → ネイサン・コイ（第3試合）

- ライマン・グッド → セルジオ・モラエス（第7試合）

- ジョアン・コールダウッド → ローズ・ナマユナス（第12試合）

- シェルドン・ウェストコット vs. エドガー・ガルシア → UFC 195に移動

## 試合結果

### プレリミナリーカード
第1試合 女子ストロー級ワンマッチ 5分3R
○  ケイリン・カラン vs.  エミリー・ケイガン ×
2R 4:13 リアネイキドチョーク
第2試合 フェザー級ワンマッチ 5分3R
○  ズバイラ・ツフゴフ vs.  フィリップ・ノヴァー ×
3R終了 判定2-1（28-29、30-27、30-27）
第3試合 ウェルター級ワンマッチ 5分3R
○  ダニー・ロバーツ vs.  ネイサン・コイ ×
1R 2:46 TKO（三角絞め）
第4試合 ウェルター級ワンマッチ 5分3R
○  サンチアゴ・ポンジニッビオ vs.  アンドレアス・スタール ×
1R 4:25 TKO（右ストレート→パウンド）
第5試合 バンタム級ワンマッチ 5分3R
○  アルジャメイン・スターリング vs.  ジョニー・エドゥアルド ×
2R 4:18 ギロチンチョーク
第6試合 ミドル級ワンマッチ 5分3R
－  アントニオ・カルロス・ジュニオール vs.  ケビン・ケーシー －
1R 0:11 ノーコンテスト（アイポーク）
第7試合 ウェルター級ワンマッチ 5分3R
○  セルジオ・モラエス vs.  オマリ・アフメドフ ×
3R 2:18 TKO（スタンドパンチ連打）
第8試合 ウェルター級ワンマッチ 5分3R
○  ティム・ミーンズ vs.  ジョン・ハワード ×
2R 0:21 KO（左フック→パウンド）

### メインカード
第9試合 ミドル級ワンマッチ 5分3R
○  チアゴ・サントス vs.  イライアス・テオドロウ ×
3R終了 判定3-0（29-28、29-27、29-27）
第10試合 ライト級ワンマッチ 5分3R
○  セージ・ノースカット vs.  コーディ・フィスター ×
2R 0:41 ギロチンチョーク
第11試合 ライト級ワンマッチ 5分3R
○  マイケル・キエーザ vs.  ジム・ミラー ×
2R 2:57 リアネイキドチョーク
第12試合 女子ストロー級ワンマッチ 5分5R
○  ローズ・ナマユナス vs.  ペイジ・ヴァンザント ×
5R 2:25 リアネイキドチョーク

### 各賞
ファイト・オブ・ザ・ナイト： マイケル・キエーザ vs. ジム・ミラー
パフォーマンス・オブ・ザ・ナイト： ローズ・ナマユナス、ティム・ミーンズ
各選手にはボーナスとして5万ドルが支給された。